# 什魯斯伯里 (新澤西州)
什魯斯伯里（英語：Shrewsbury）是位於美國新澤西州蒙茅斯縣的自治市鎮。

## 人口
根據2020年美國人口普查的數據，什魯斯伯里的面積為5.67平方千米，當中陸地面積為5.60平方千米，而水域面積為0.07平方千米。當地共有人口4184人，而人口密度為每平方千米738人。